# Pont de la Caille

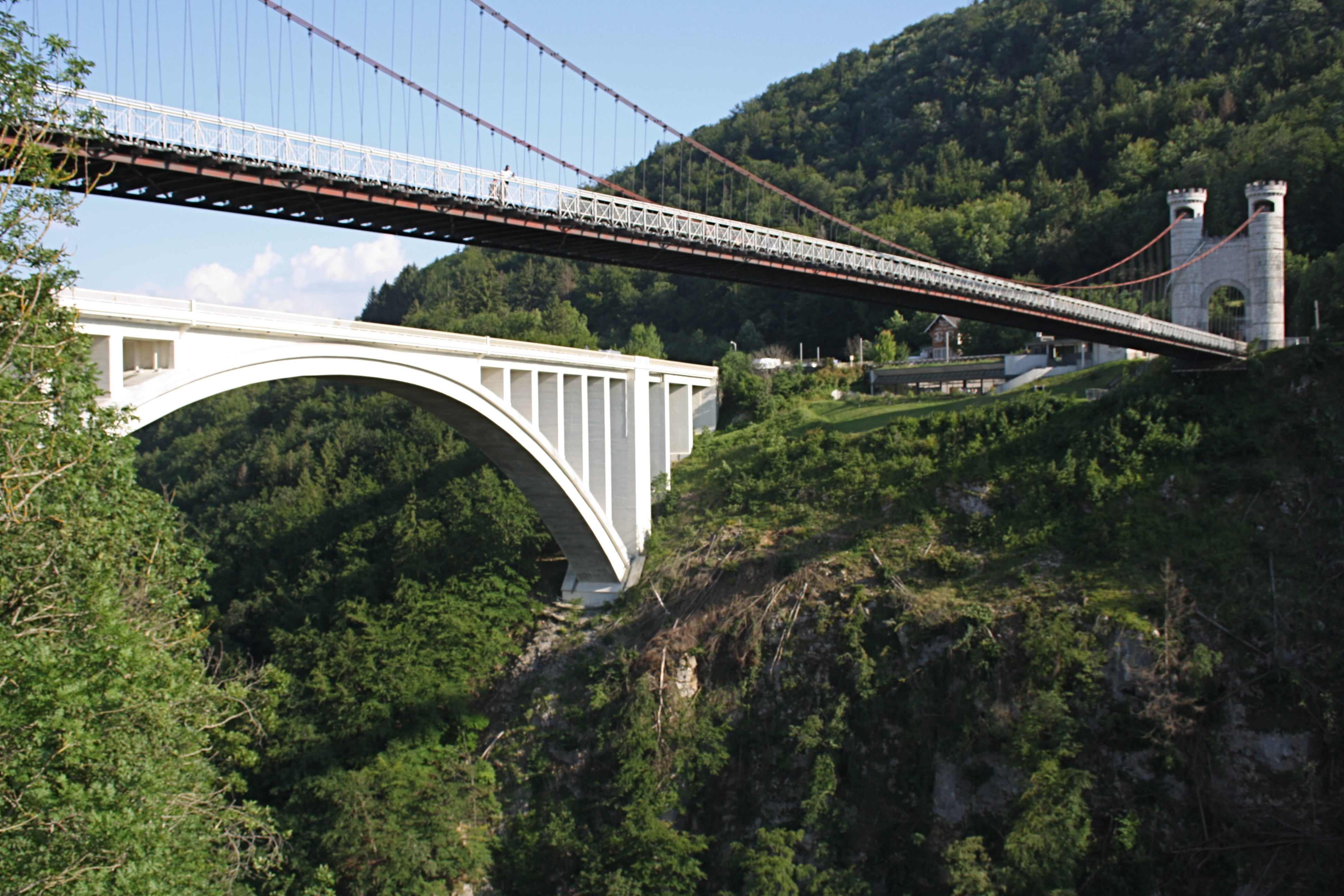
Pont de la Caille und Pont Caquot

Die Pont de la Caille, auch Pont Charles-Albert genannt, ist eine 1839 als Straßenbrücke erbaute Hängebrücke im französischen Département Haute-Savoie, die in der Nähe der Gemeinde Cruseilles den Fluss Les Usses überquert.

## Lage und Funktion
Die Hängebrücke überbrückt den Fluss Les Usses in einer Höhe von 147 m. Über die Brücke verband die Route nationale 201 die beiden Ortschaften Cruseilles und Allonzier-la-Caille, die beide an der historischen Verbindungsstraße von Genf nach Grenoble liegen. Etwa 50 m neben der Pont de la Caille befindet sich die von 1924 bis 1928 erbaute und 1932 eingeweihte Pont Caquot, über die seitdem der Straßenverkehr der ehemaligen N 201 (2005 zur Route départementale 1201 herabgestuft) fließt. Die alte Brücke dient nun Radfahrern und Fußgängern zur Überquerung des Tals und als Touristenattraktion.

## Bau und Einweihung
Die Pont de la Caille war eine der ersten Drahtseil-Hängebrücken Europas. Sie wurde von Émile Fulrand Belin (1800–1887), Paul-Léon Lehaître und Charles Berthier konstruiert und war von ihrer Fertigstellung bis zum Jahr 1912 die höchste Brücke der Welt.
Die Brücke steht in Savoyen, das damals als Stammland der Herzöge von Savoyen den wesentlichen Teil des Königreichs Sardinien darstellte. Am 11. Juli 1839 wurde sie durch Carlo Alberto, König von Sardinien und Herzog von Savoyen, feierlich eingeweiht.
In den Jahren 1990 und 1991 wurden die Brückentürme restauriert. 1992 wurden sämtliche Elemente der Aufhängung und Befestigung erneuert.

## Technische Daten
Die Hauptspannweite der Brücke beträgt 193,80 m. Die tragenden Kabel bestehen aus 270 Litzen und geben den Kabeln einen Durchmesser von 65 mm. Auf jeder Seite befinden sich drei Kabel. Bis 1883 waren pro Kabel nur 154 Litzen verbaut. An den Hängern befinden sich 133 Stahlträger, auf denen die Fahrbahn aus Holzbohlen liegt. Die Brücke wurde ursprünglich für eine Last von 200 kg/m² zuzüglich einer Fünf-Tonnen-Last eines Fuhrwerks mit drei Pferden konstruiert.
Die vier gemauerten Türme (zwei Pylone) sind je 22 m hoch und haben einen Durchmesser von 3,8 m.

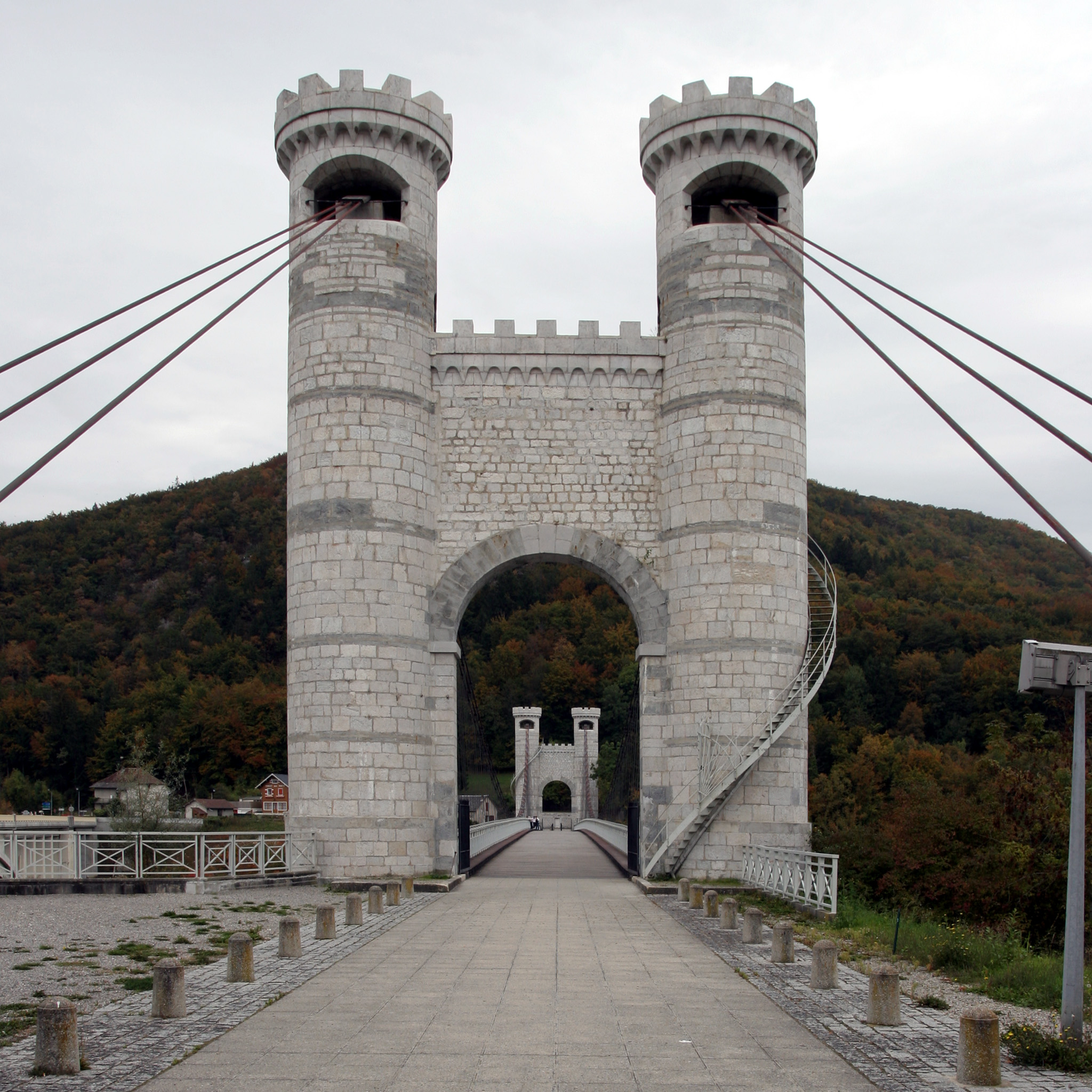
Die vier Türme
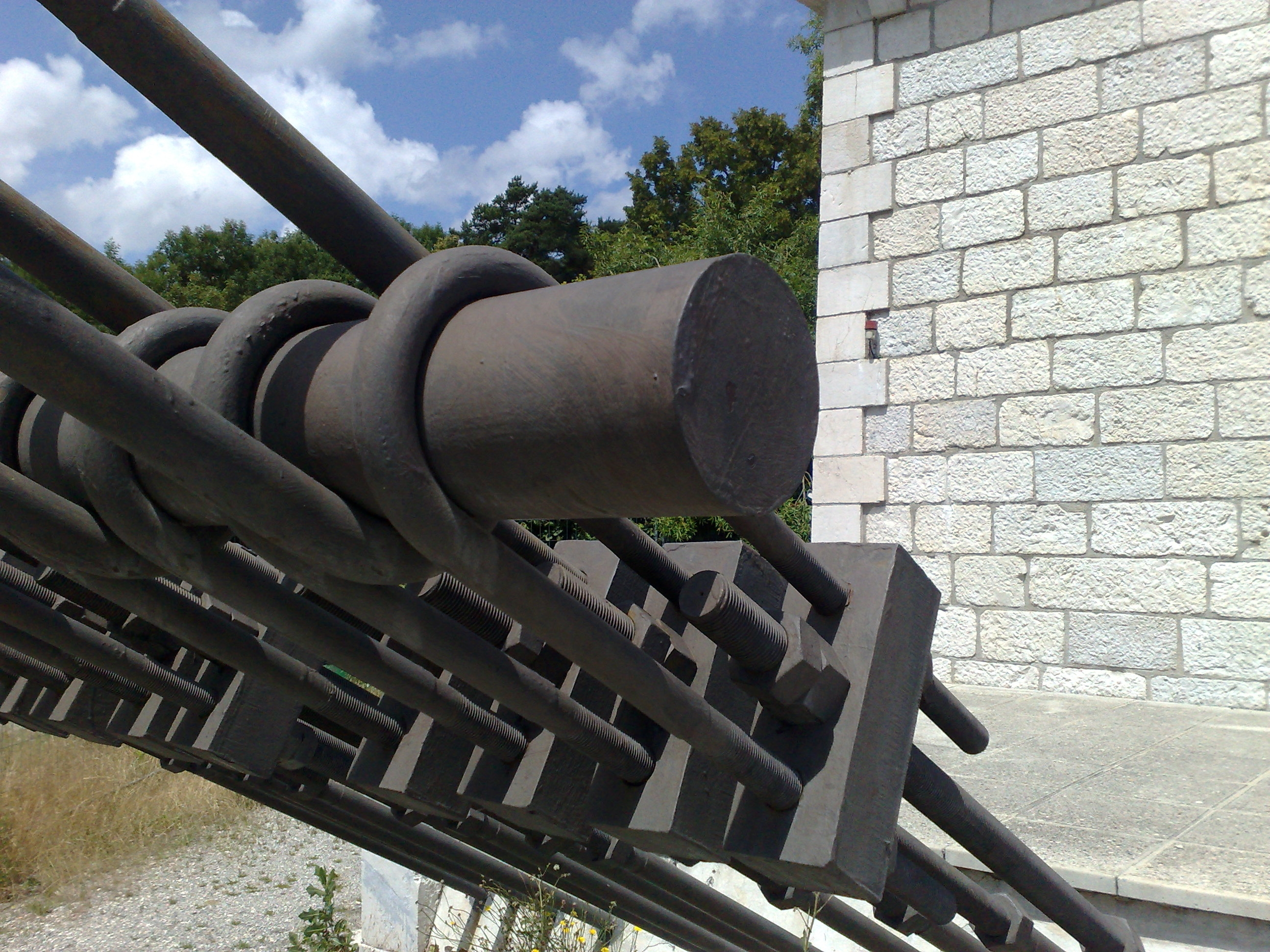
Befestigung an den Widerlagern
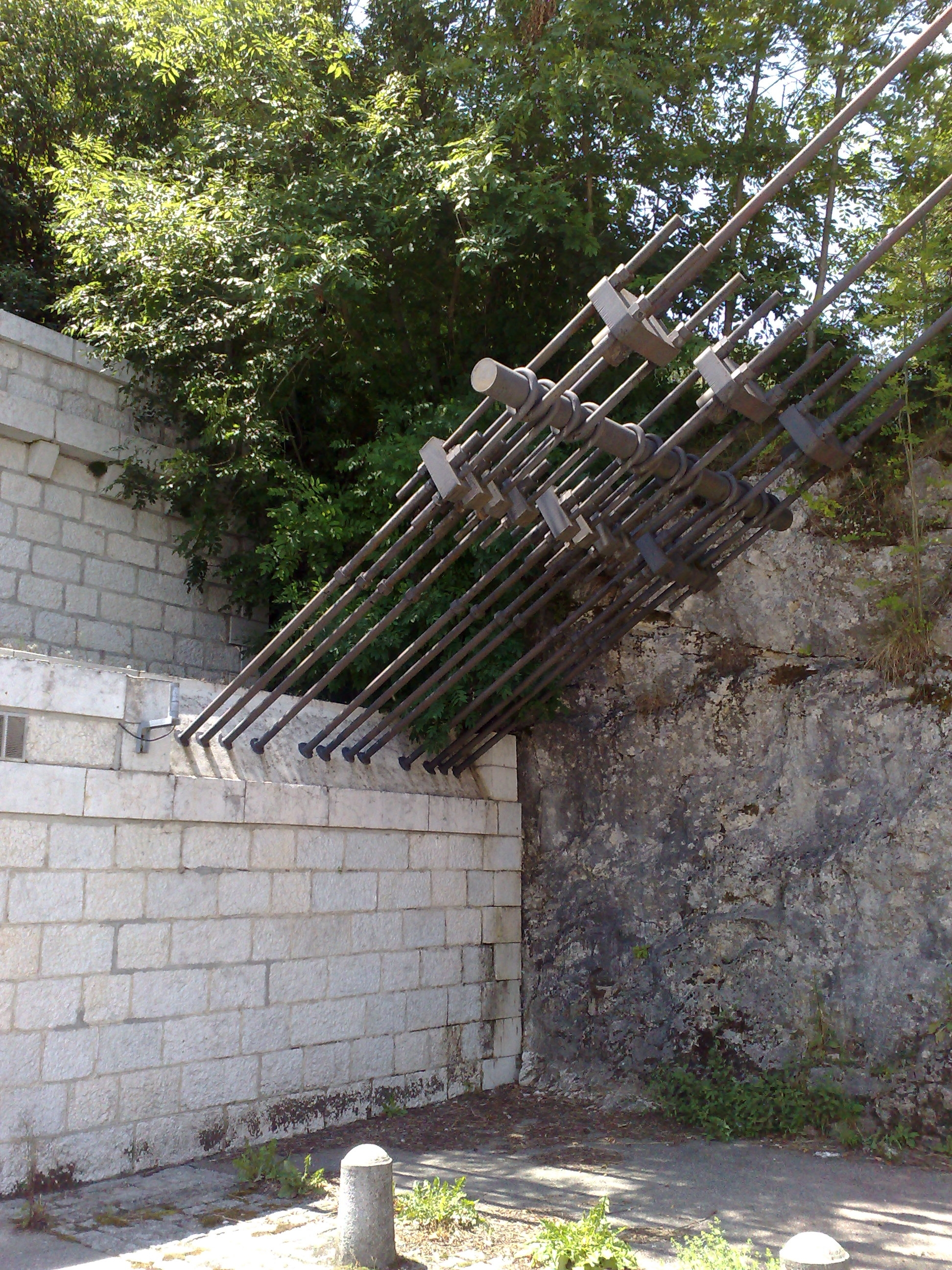
Verankerung der Widerlager

## Weiterführende Literatur
- Le pont Charles-Albert ou Pont de La Caille (Savoie). In: Le Magasin pittoresque. 10, 1859.
- G. Grattesat: Ponts de France. Presses Ponts et chaussées, 1984, ISBN 2-859-78030-0, S. 120.
- B. Lemoine: L’architecture du fer. Champ Vallon, 2000, ISBN 2-903-52871-3, S. 123.
- S. Montens: Les plus beaux ponts de France. C. Bonneton (Herausgeber), 2001, ISBN 2-862-53275-4, S. 132.
- M. Prade: Les Ponts monuments historiques. Editions Brissaud, 1988, ISBN 2-903-44281-9, S. 323–324.